# Gravatjärnen (Anundsjö socken, Ångermanland)
Gravatjärnen är en sjö i Örnsköldsviks kommun i Ångermanland och ingår i Moälvens huvudavrinningsområde.